# العلاقات الأندورية الأنغولية
العلاقات الأندورية الأنغولية هي العلاقات الثنائية التي تجمع بين أندورا وأنغولا.

## مقارنة بين البلدين
هذه مقارنة عامة ومرجعية للدولتين:
| وجه المقارنة                                              | أندورا                                                     | أنغولا           |
| --------------------------------------------------------- | ---------------------------------------------------------- | ---------------- |
| المساحة (كم2)                                             | 468                                                        | 1.25 مليون       |
| عدد السكان (نسمة)                                         | 76.18 ألف                                                  | 29.78 مليون      |
| الكثافة السكانية (ن./كم²)                                 | 16.28 ألف                                                  | 23.82            |
| العاصمة                                                   | أندورا لا فيلا                                             | لواندا           |
| اللغة الرسمية                                             | اللغة الكتالونية                                           | اللغة البرتغالية |
| العملة                                                    | يورو                                                       | كوانزا أنغولي    |
| الناتج المحلي الإجمالي (بليون دولار)                      | 3.01 مليار                                                 | 124.21 مليار     |
| الناتج المحلي الإجمالي (تعادل القوة الشرائية) بليون دولار |                                                            | 184.83 مليار     |
| الناتج المحلي الإجمالي الاسمي للفرد دولار أمريكي          |                                                            | 4.10 ألف         |
| الناتج المحلي الإجمالي للفرد دولار أمريكي                 |                                                            |                  |
| مؤشر التنمية البشرية                                      | 0.858                                                      | 0.533            |
| رمز المكالمات الدولي                                      | +376                                                       | +244             |
| رمز الإنترنت                                              | .ad                                                        | .ao              |
| المنطقة الزمنية                                           | ت ع م+01:00، توقيت وسط أوروبا، ت ع م+02:00، أوروبا/أندورا ‏ | ت ع م+01:00      |

## منظمات دولية مشتركة
يشترك البلدان في عضوية مجموعة من المنظمات الدولية، منها:
| علم المنظمة | اسم المنظمة                   | تاريخ انضمام أندورا | تاريخ انضمام أنغولا |
| ----------- | ----------------------------- | ------------------- | ------------------- |
|             | يونسكو                        | 20 أكتوبر 1993      | 11 مارس 1977        |
|             | منظمة الشرطة الجنائية الدولية | ?                   | ?                   |
|             | الأمم المتحدة                 | 28 يوليو 1993       | 1 ديسمبر 1976       |
|             | منظمة حظر الأسلحة الكيميائية  | ?                   | ?                   |
|             | الاتحاد الدولي للاتصالات      | 12 نوفمبر 1993      | 13 أكتوبر 1976      |

## وصلات خارجية
- موقع وزارة الخارجية الأندورية
- موقع وزارة الخارجية الأنغولية